# فيرجينيا دير
فرجينيا داري (ولدت في 18 أغسطس 1587، تاريخ الوفاة غير معروف) أول طفل إنجليزي يولد  في العالم الجديد تحت الحيازة البريطانية، وسمي على اسمها إقليم فرجينيا، مسقط رأسها. كان والداها حنانيا دير وإيليانور وايت من سكان المقاطعة.

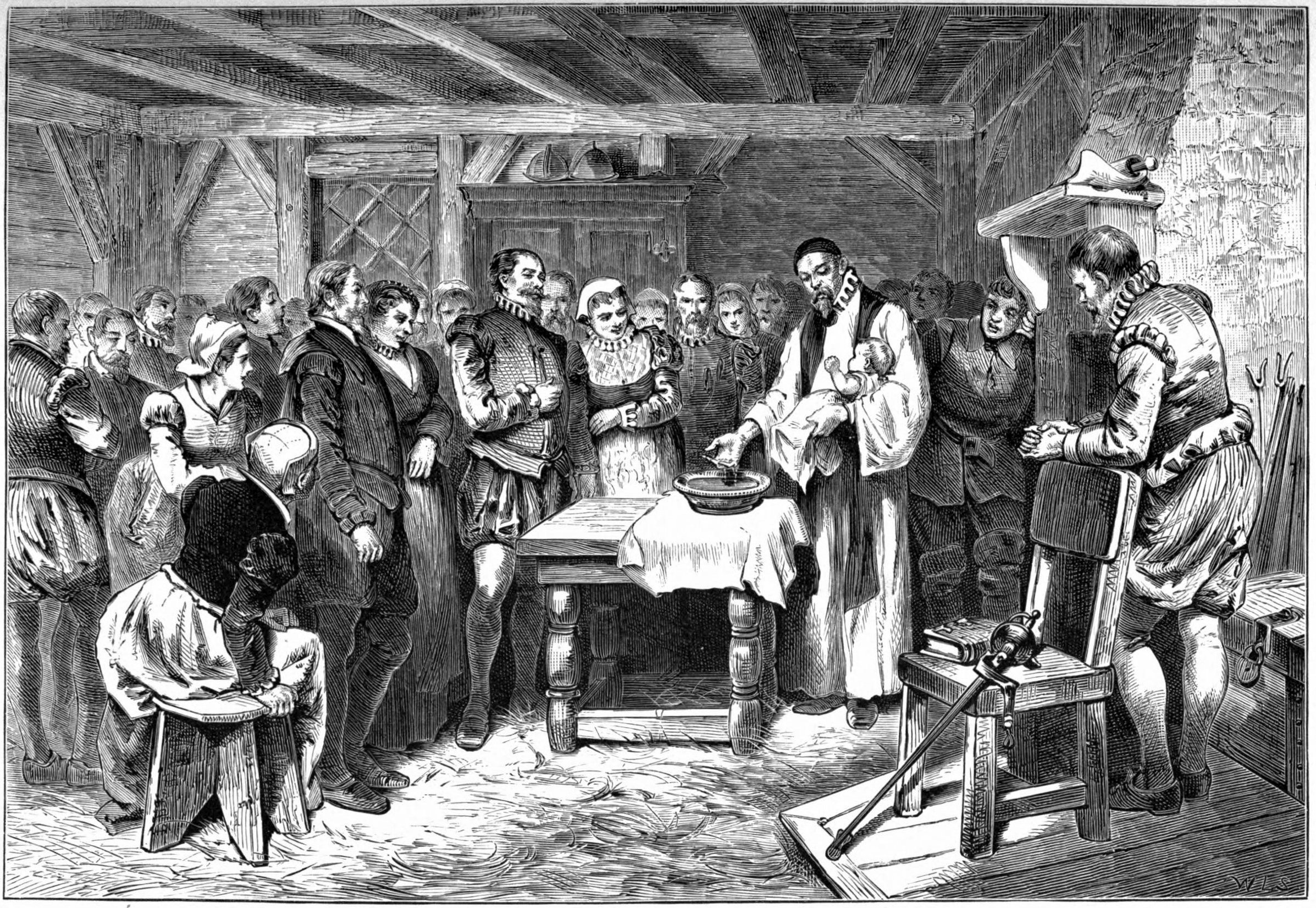
تعميد فيرجينيا دير، 1880

## لغز «المستعمرة الضائعة»

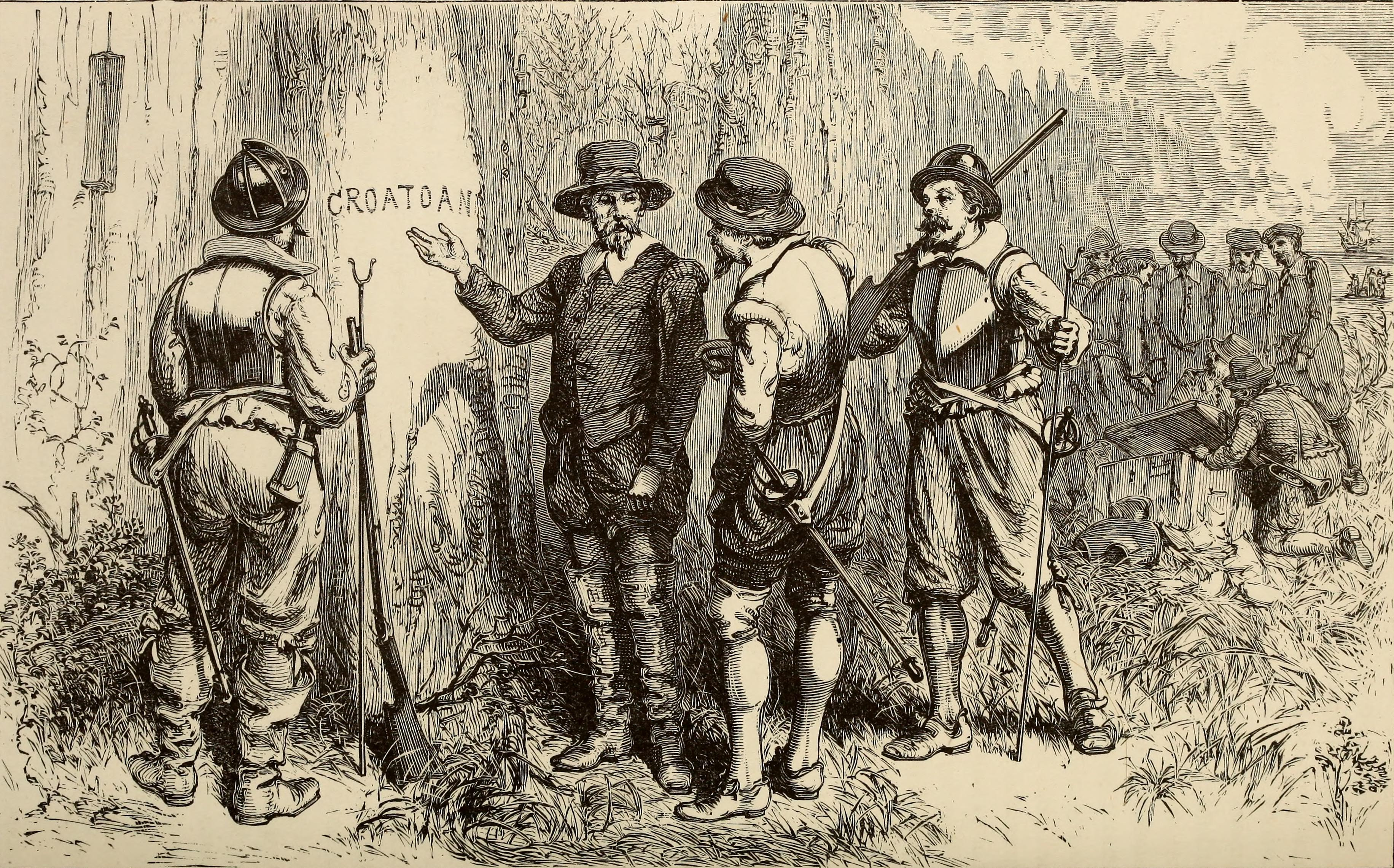
عودة الحاكم وايت إلى "المستعمرة الضائعة"

لا يعرف شيء مؤكد عن مصير فيرجينيا دير أو زملائها المستعمرين. لم يجد الحاكم وايت أي علامة على صراع أو معركة. كانت الفكرة الوحيدة لمصير المستعمرين هي كلمة "Croatoan" المنحوتة في موقع القلعة، وحروف "Cro" محفورة في شجرة قريبة. وقد تم تفكيك جميع المنازل والتحصينات، مما يشير إلى أن رحيلهم لم يتم على عجل. وقبل مغادرته للمستعمرة، كان وايت قد أوعز لهم بأنه، إذا حدث لهم أي شيء، عليهم نقش صليب مالطي على شجرة قريبة، مما سيشير إلى أن اختفائهم كان قد أجبروا عليه. لم يكن هناك أي صليب، واعتبر وايت أن ذلك تعني أنها انتقلت إلى جزيرة كرواتان (المعروفة الآن باسم جزيرة هاتراس Hatteras Island)، لكنه لم يتمكن من إجراء بحث.
هناك عدد من النظريات المتعلقة بمصير المستعمرين، أكثرها قبولاً على نطاق واسع، أنهم سعوا للجوء لدى  قبائل هندية محلية، وتزاوجوا مع السكان الأصليين أو قُتلوا. في عام 1607، سعى جون سميث وغيره من أعضاء مستعمرة جيمستاون الناجحة للحصول على معلومات حول مصير مستعمري روانوك. وأشارت أحد التقارير إلى أن الناجين قد لجؤوا للهنود الشسابيك الودودين، لكن الزعيم باوهاتان ادعى أن قبيلته هاجمت الجماعة وقتلت معظم المستعمرين. وأطلع باوهاتان سميث على بعض القطع التي قال إنها تعود للمستعمرين، بما في ذلك برميل بواريد المسكت وقذائف الهاون وهاون من النحاس. ومع ذلك، لا يوجد دليل أثري يدعم هذه الادعاء. تلقت مستعمرة جيمستاون تقارير عن بعض الناجين من «المستعمرة المفقودة» وأرسلت فرق تفتيش، لكن لم يصب أي منها أي نجاح. في نهاية المطاف قرروا أنهم هلكوا جميعًا.

## Notes
1. ↑  Encyclopædia Britannica | Virginia Dare (بالإنجليزية), QID:Q5375741
2. ↑  E. Thomson Shields (27 Nov 2017). "Dare, Virginia (18 August 1587–?), the first child of English parents in the New World". American National Biography Online (بالإنجليزية). DOI:10.1093/ANB/9780198606697.ARTICLE.0100197. ISSN:1470-6229. QID:Q103853337.
3. ↑  "معلومات عن فيرجينيا دير على موقع britannica.com". britannica.com. مؤرشف من الأصل في 2019-07-11.
4. ↑  فيرجينيا دير على إن إن دي بي
5. ↑  "معلومات عن فيرجينيا دير على موقع doi.org". doi.org. مؤرشف من الأصل في 2020-03-18.